# Vrede van Conflans
De Vrede van Conflans, ook wel Verdrag van Conflans genoemd, werd op 5 oktober 1465 te Conflans-l'Archevêque ondertekend door koning Lodewijk XI van Frankrijk en graaf Karel van Charolais.
Dit verdrag werd ondertekend enkele maanden na de Slag bij Montlhéry (16 juli 1465), waar de hertogen van Alençon (Jan II van Alençon), Bourgondië (Filips de Goede), Berry (Karel van Valois), Bourbon (Jan II van Bourbon) en Lotharingen (Jan II van Lotharingen), koning Lodewijk versloegen. De hertogen dwongen koning Lodewijk de overeenkomst te tekenen, wat een officieel einde maakte aan de Ligue du Bien Public. Deze liga was een alliantie van de feodale adel georganiseerd in 1465, in weerwil van het gecentraliseerde gezag van koning Lodewijk XI van Frankrijk.
Op basis van de overeenkomst werd het hertogdom Normandië teruggegeven aan de hertog van Berry. Het hertogdom Bourgondië won enkele steden aan de Somme terug. Koning Lodewijk probeerde niet alleen het verdrag te voorkomen, maar ook de Ligue du Bien Public te splitsen langs diplomatieke weg.